# Lennoxlove House

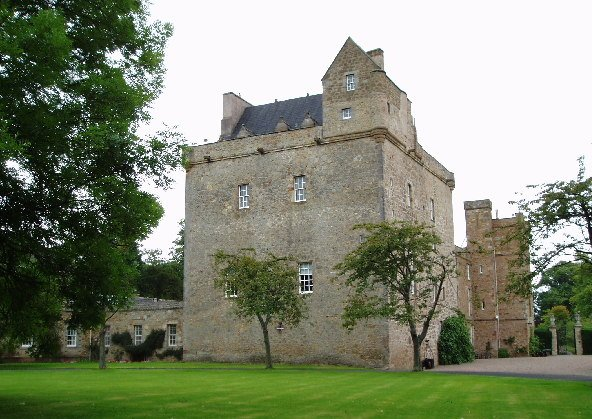
Lennoxlove House

Lennoxlove House, ehemals Lethington oder Liddingtoun, ist ein Herrenhaus nahe der schottischen Stadt Haddington in der Council Area East Lothian. 1971 wurde das Gebäude in die schottischen Denkmallisten in der höchsten Kategorie A aufgenommen. Des Weiteren sind sowohl die zugehörige Sonnenuhr als auch das Gartentor eigenständig als Kategorie-A-Bauwerk klassifiziert. Zuletzt sind die umgebenden Parkanlagen im schottischen Register für Landschaftsgärten verzeichnet.

## Geschichte
Bis 1345 gehörten die Ländereien zu den Besitztümern der Familie Gifford (siehe auch Yester Castle). Das Anwesen ging an die Familie Maitland über, die im 15. Jahrhundert dort ein Tower House errichtete, welches die Keimzelle von Lennoxlove House bildete. Unter John Maitland, 1. Earl of Lauderdale wurde Lethington in den 1620er Jahren überarbeitet und erweitert. Hierbei entstand unter anderem der Ostflügel. Die Arbeiten wurden unter seinem Sohn John Maitland, 1. Duke of Lauderdale vollendet.
Nach dem Tod des Herzogs im 1682 wechselte das Anwesen mehrfach den Besitzer, bis Frances Stewart, Duchess of Richmond and Lennox das Herrenhaus, in dem sie selbst geboren worden war, für ihren Cousin Walter Stuart, 6. Lord Blantyre erwarb. Auf Grund dieser generösen Tat änderte Stuart den Namen des Anwesens von Lethington in Lennoxlove. In den folgenden 200 Jahre wurde Lennoxlove House innerhalb der Familie vererbt. Im Laufe des 19. Jahrhunderts wurde das Anwesen mehrfach, unter anderem durch William Burn, überarbeitet. Nachdem Charles Stuart, 12. Lord Blantyre im Jahre 1900 ohne männliche Nachkommen verstarb, endete die Linie der Lords Blantyre. Das Anwesen ging an Stuarts Tochter, deren Ehemann 1912 Robert Lorimer mit der Restaurierung und Modernisierung beauftragte. Douglas Douglas-Hamilton, 14. Duke of Hamilton erwarb das Anwesen im Jahre 1946, anstelle seines durch Bergbauarbeiten baufällig gewordenen Hamilton Palace. Es ist heute Sitz der Dukes of Hamilton aus der Familie Douglas. Es enthält das Mobiliar und die Kunstsammlung des früheren Palastes und ist in den Sommermonaten zu besichtigen.

## Sonnenuhr
Die aus dem Jahre 1679 stammende Sonnenuhr bildet das Zentrum des Gartens, welcher direkt östlich an das Herrenhaus angrenzt. Sie besteht aus einem gestuften oktogonalen Podest, auf welchem eine 1,21 m hohe Karyatide in zeitgenössischer Hoftracht steht. Auf ihrem Haupt trägt sie eine achteckige, 37 cm hohe Kassette mit insgesamt 17 Skalen (16 in zwei Reihen auf den teils abgeschrägten Seitenflächen und eine auf der Oberseite) mit kupfernen Gnomonen. Die Sonnenuhr wurde von Northbar House in Renfrewshire an diesen Standort verbracht.

## Gartentor
Das Gartentor wurde im Jahre 1912 von Robert Lorimer gestaltet. Es markiert den östlichen, Lennoxlove House zugewandten Eingang zu dem im 20. Jahrhundert angelegten Garten. Die beiden quadratischen Pfosten tragen ein ornamtiertes schmiedeeisernes Tor. Sie bestehen aus behauenem Bruchstein vom Sandstein und schließen mit gekehlten Gesimsen und steinernen Kugeln, auf denen Putten stehen.